# دیک آرمسترانگ (بازیکن فوتبال)
دیک آرمسترانگ (انگلیسی: Dick Armstrong; ۳۱ اوت ۱۹۰۹ – ۱۰ مارس ۱۹۶۹) بازیکن فوتبال اهل بریتانیا بود.
از باشگاه‌هایی که در آن بازی کرده‌است می‌توان به باشگاه فوتبال بریستول سیتی و باشگاه فوتبال ناتینگهام فارست اشاره کرد.